# Орден Розы и Креста
Орден Розы-Креста (O.'.R.'.C.', Ordre Reaux Croix) — международный орден мартинистов, учреждённый в 2003 году на 250-ю годовщину основания Ордена Избранных Коэнов Мартинеса де Паскуалиса; продолжатель традиции, восходящей к тайному мистическому обществу розенкрейцеров, известному с XVII века. Великая Ложа ордена расположена в Норвегии, также он имеет юрисдикции в Швеции, Канаде, Аргентине, Испании, Греции и Англии.
Орден Розы-Креста особенное внимание уделяет исследованию, распространению и публикации литературы о Мартинизме, а также исторической важности Мартинизма в академических кругах. Внутри ордена Розы-Креста представлены все Три Ветви Традиции Мартинизма.

## Исторические исследования O.'.R.'.C.'
Орденом R.'.C.'. уделяется внимание переводу и распространению ранее неизвестных работ русских Мартинистов, таких как печатник и государственный деятель Иван Владимирович Лопухин и филантроп Николай Новиков, представлявших век Просвещения в России. Кроме того, что они были плодотворными писателями и реформаторами позднего Царского режима, велик их вклад в литературное, академическое и социальное развитие, в учреждение печатных машин, государственных школ и больниц для бедных. Работы этих авторов пока ещё не доступны на английском языке, но уже помещены стараниями членов O.'.R.'.C.'. в общественном доступе на интернет-странице Ордена.

## Взаимно влияющие Традиции Мартинизма внутри O.'.R.'.C.'

Путь Сердца

С течением времени все ветви Традиции Мартинизма слились в одно инициатическое тело, каждая ветвь в котором взаимно влияет на остальные.
Voie Cardiaque (Путь Сердца) — мистицизм Сен-Мартена, сформированный Папюсом. Voie Cardiaque — Путь Сердца — мистическая и созерцательная ветвь Ордена Розы-Креста, от чьих корней произрастают две другие ветви Ордена. Это внутренний путь, работающий над всеобщей Реинтеграцией человечества.
Учение Пути Сердца по своей природе Христианское и основано непосредственно на работах Луи Клода де Сен-Мартена, который писал под псевдонимом Неизвестного Философа.
Луи Клод де Сен-Мартен родился в благородной семье в Амбуа, Франции, 18 Января 1743 года. Он стал одним из студентов Мартинеса де Паскуалиса в Ордене Избранных Коэнов, а также его близким другом и секретарем. Сен-Мартен был Масоном и Избранным Коэном на протяжении многих лет. Однако оставил оба Ордена, а также занятия Теургией, чтобы посвятить себя Мистическому пути.
Он начал инструктировать студентов в своем собственном учении, созданном в первую очередь под влиянием Паскуалиса, но также инспирированном работами христианского мистика Якоба Беме.
Сен-Мартен умер 13 октября 1803 года, оставив после себя великое число последователей, живущих по всей Европе, передающих учение Сен-Мартена сквозь столетия.
Высшую степень своего Учения Сен-Мартен описывал как Инициацию таким образом:

«Единственная Инициация, которую я признаю и которое я ищу со всей страстью моей Души, это та Инициация, с помощью которой мы можем войти в Сердце Бога внутри нас, и таким образом заключить Нерасторжимый Брак, который сделает нас Другом, Братом и Супругом Искупителя … нет иного пути достижения этой Святой Инициации, как только все дальше и дальше погружаться вглубь нашей Души и не упустит дара до тех пор, пока не преуспели в освобождении его живого и животворящего источника».

Тропа для такого осознания проложена для кандидата в виде ряда градусов, адаптированных таким образом Папюсом в конце XIX века.
Ритуалы Ордена Розы-Креста были реформированы, в первую очередь очищены от в большей степени степени присущего им Масонского вида, а также включили в себя больше элементов христианства и более давних учений, более почерпнутых из оригинальной Доктрины Сен-Мартена, а также русского наследия, которое он оставил после себя.

## Избранные Коэны
Избранные Коэны — это система Высших Градусов Мартинеса де Паскуалиса, древнейший Магический Орден в истории.
Избранные Коэны Ордена Розы-Креста — Теургическая ветвь Ордена, работающая с Магическими Церемониями и Доктринами, полученными от основателя Традиции, Мартинеса де Паскуалиса.
Цель Ордена состоит в том, чтобы исцелить раны, которые нанес себе сам Человек, когда отпал от милости Божьей. Человек вернет своё былое и правое положение в небесных иерархиях, с помощью Христа, Исправителя и Искупителя, и Теургических Операций. Дальнейшая работа состоит в том, чтобы реинтегрировать все вещи в их изначальных благодетелях и силах, к вящей славе нашего Господа Бога.
Инициированный познает множество техник и методов этой работы. Наиболее важные среди них — молитва, инвокация Бога, его посредников и Ангелов, а также экзорцизм и изгнание Противника и его посредников.
Мартинес де Паскуалис приходился сыном Месьеру де ла Тур де ла Казе, французскому Мастеру-Масону с наследованным патентом, дававшим ему право открывать новые Ложи. Патент был передал Мартинесу де Паскуалису его отцом, которому его передал Великий Мастер Ложи Стюарта, а именно Принц Эдвард Стюарт.
Мартинес де Паскуалис стал собирать членов для своей новой системы в 1754, основав Капитул Шотландских Судей в Монпелье.
В 1765 он получил благословение от Французской Великой Ложи на свою работу, после того, как уведомил их о том, что открыл 5 Лож, использовав Патент Стюарта. Благодаря этому признанию система обрела законность, и таким образом стала одной из первых систем Высших Градусов в Масонстве.
Верховное Святилище было сформировано в 1767, и, вплоть до 1774, года смерти Паскуалиса, Устав переживал свои золотые годы, можно сказать — свой рассвет, и его Ложи находились почти во всех крупнейших городах Франции.
После смерти своего основателя Устав начал медленно исчезать из области Инициатических обществ, но его активность продолжилась в малых группах. Семя или линия преемственности Ордена продолжает жить, но уже в других системах, цельная по сей день.
Избранные Коэны Ордена Розы-Креста были открыты в равноденствие спустя 250 лет после того, как Мартинес де Паскуалис начал свою работу по основанию своего Ордена. Орден Розы-Креста сохранил важнейшие части системы XVIII века неповрежденными, но принял все необходимые меры для его выживания его Инициатов сегодня, в XXI веке.
В общей сложности Избранные Коэны работают в Семи Градусах. Новые Градусы даются только тогда, когда Инициат выполнил свою работу и доказал свои умения.

## Рыцарь благодетель святого града
Устав рыцарей благодетелей святого града — является рыцарской системой Жана-Батиста Виллермоза.
C.’.B.’.C.’.S.’. — рыцарская ветвь традиции мартинизма, где соприкасаются рыцарство и мартинизм.
Цель C.’.B.’.C.’.S.’. — дать возможность рыцарям подражать Христу, и принять жизнь духовного рыцарства в качестве основания для всех духовных достижений. В дальнейшем личная работа по восстановлению утерянного состояния близости к Богу, работа рыцарей должна заключаться в благотворительном распространении света мартинизма в мире, с помощью благодетельных и бескорыстных поступков.
Таким образом, C.’.B.’.C.’.S.’. — рыцарская ветвь традиции Мартинизма, бедных рыцарей Христа.
Изначальный создатель CBCS, Жан-Батист Виллермоз (1730—1824), был близким другом и учеником Мартинеса де Паскуалиса.
Когда Дом Мартинес умер в 1774, учение его могло быть утеряно, и Виллермоз решил использовать Масонство как проводник для внутренней и тайной доктрины Ордена Избранных Коэнов.
Жан-Батист Виллермоз был прагматически настроенным человеком, блестящим последователем эзотеризма, и новатором.
Его деятельность в масонстве имеет основополагающий и ученый характер, но за прошедшие столетия была печально забыта. Но история изображает его как горячо любящего правду рыцаря, борющегося с упадком тайных обществ и недостатком искреннего желания просвещения внутри них.
Он уважаем не только за то, что он не дал пропасть мартинизму, учредив C.’.B.’.C.’.S.’., но также и за то, что является действительным автором градуса розы и креста в масонстве, в ДПШУ.
Будучи энергичным архивариусом нескольких уставов, он содержал обширную коллекцию оригинальных материалов Избранных Коэнов, которые он ценил более всех остальных. Когда Виллермозу было 92 года, своему последнему студенту, Барону Тюркхаймскому, он советовал сделать чтение «Трактата о Реинтеграции существ» Дома Мартинеса первейшим и ежедневным предметом для изучения.
Чтобы разъяснить его наставления, стоит сказать, что Виллермоз был посвящён в высший градус старого ордена Паскуалиса, и таким образом он, в своем блестящем и вдохновенном стиле преобразовал их в подходящую форму рыцарской традиции, целью которой было практическое применение мартинизма в человеческом обществе.
C.’.B.’.C.’.S.’. изначально имел прочную связь с германским масонским уставом тамплиеров, Строгим послушанием Барона фон Хунда, в котором Жан-Батист Виллермоз получил право на реформацию градусов, чтобы заключить в него доктрину своего мастера. Устав был успешно реформирован после Вильгельмсбадского конвента в 1778 году.
C. '.B. ’.C. ’.S.’. , преобразованный O.’.R.’.C.’. , независим от масонской традиции, или каких-либо послушаний, которые используют рыцарские степени или аффилиации.
Это обеспечивает распространение Доктрины Мартинизма в её законченном виде, и замену на неё всех других символических языков, позволяя Уставу оставаться в виде чистого Рыцарского пути Мартинизма к Реинтеграции, представленным словами и указаниями наследия Виллермоза.

## Учения
Учения Ордена держатся на трёх столпах: Христианский мистицизм, Каббала и Учение Мартинизма Луи Клода де Сен-Мартена, Мартинеса де Паскуалиса и Жана-Батиста Виллермоза.
Эти Учения передаются в Ордене от одного человека к другому в Часовне или в Храме, и все работы Ордена основаны на тесных отношениях между учителем и учеником.
Традиция ведёт своё происхождение и включает в себя подлинные линии передачи и материалы Избранных Коэнов, C.’.B.’.C.’.S.’.,, Ordre Martiniste и русских Мартинистов и Теоретиков.